# Wando-gun

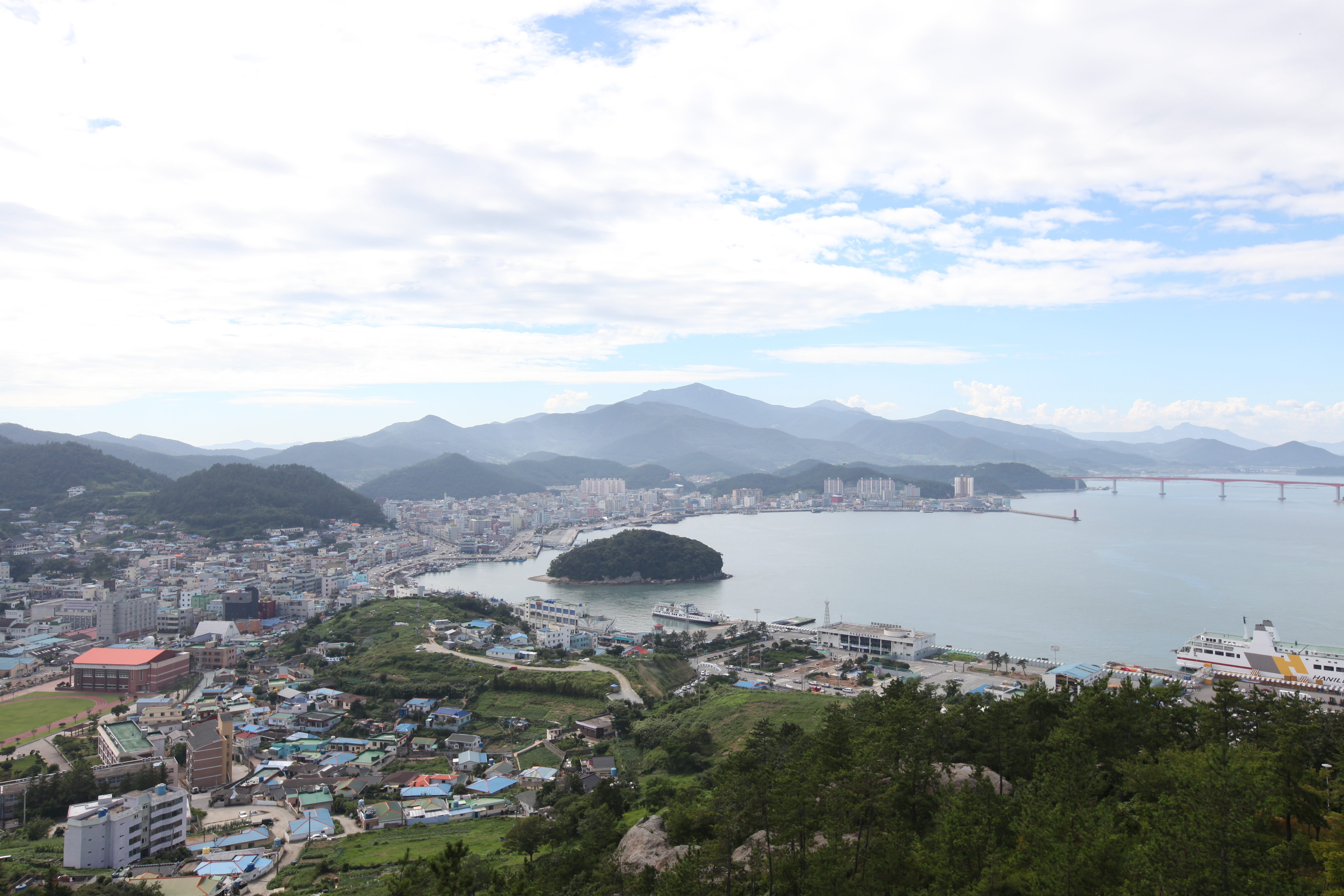
Condado de Wando

Wando es un condado en el sur de la provincia de Jeolla del Sur, Corea del Sur. Tiene una población estimada, en octubre de 2021, de 48,861 habitantes.
Toma su nombre de la isla de Wando, que es la isla más grande en el condado y sirve como su sede.
El condado está formado por 265 islas, 55 de ellas habitadas y 210 despobladas.
En el área se obtienen algas gim (alga comestible del género porphyra) de alta calidad, así como otras especies. La recolección de algas comestibles se remonta a 200 años atrás.
En la región se obtienen el 78% de las algas kelp del país.

## Clima

Punto de observación de Beombawi

| Parámetros climáticos promedio de Wando (1981–2010) | Parámetros climáticos promedio de Wando (1981–2010) | Parámetros climáticos promedio de Wando (1981–2010) | Parámetros climáticos promedio de Wando (1981–2010) | Parámetros climáticos promedio de Wando (1981–2010) | Parámetros climáticos promedio de Wando (1981–2010) | Parámetros climáticos promedio de Wando (1981–2010) | Parámetros climáticos promedio de Wando (1981–2010) | Parámetros climáticos promedio de Wando (1981–2010) | Parámetros climáticos promedio de Wando (1981–2010) | Parámetros climáticos promedio de Wando (1981–2010) | Parámetros climáticos promedio de Wando (1981–2010) | Parámetros climáticos promedio de Wando (1981–2010) | Parámetros climáticos promedio de Wando (1981–2010) |
| Mes                                                 | Ene.                                                | Feb.                                                | Mar.                                                | Abr.                                                | May.                                                | Jun.                                                | Jul.                                                | Ago.                                                | Sep.                                                | Oct.                                                | Nov.                                                | Dic.                                                | Anual                                               |
| --------------------------------------------------- | --------------------------------------------------- | --------------------------------------------------- | --------------------------------------------------- | --------------------------------------------------- | --------------------------------------------------- | --------------------------------------------------- | --------------------------------------------------- | --------------------------------------------------- | --------------------------------------------------- | --------------------------------------------------- | --------------------------------------------------- | --------------------------------------------------- | --------------------------------------------------- |
| Temp. máx. media (°C)                               | 6.1                                                 | 7.9                                                 | 11.8                                                | 17.3                                                | 21.4                                                | 24.6                                                | 27.5                                                | 29.2                                                | 26.1                                                | 21.2                                                | 14.8                                                | 9.0                                                 | 18.1                                                |
| Temp. media (°C)                                    | 2.6                                                 | 3.9                                                 | 7.5                                                 | 12.7                                                | 17.1                                                | 20.7                                                | 24.3                                                | 25.7                                                | 22.2                                                | 16.9                                                | 10.7                                                | 5.1                                                 | 14.1                                                |
| Temp. mín. media (°C)                               | -0.4                                                | 0.5                                                 | 3.8                                                 | 8.6                                                 | 13.3                                                | 17.6                                                | 21.8                                                | 23.1                                                | 19.2                                                | 13.3                                                | 7.1                                                 | 1.8                                                 | 10.8                                                |
| Precipitación total (mm)                            | 34.2                                                | 52.8                                                | 95.5                                                | 119.2                                               | 135.4                                               | 243.0                                               | 285.7                                               | 243.6                                               | 182.1                                               | 56.5                                                | 57.2                                                | 27.4                                                | 1532.7                                              |
| Días de precipitaciones (≥ 0.1 mm)                  | 8.2                                                 | 7.5                                                 | 9.7                                                 | 9.0                                                 | 9.5                                                 | 11.3                                                | 13.5                                                | 11.6                                                | 9.0                                                 | 5.9                                                 | 7.6                                                 | 7.3                                                 | 110.1                                               |
| Horas de sol                                        | 149.1                                               | 156.9                                               | 181.0                                               | 203.6                                               | 206.5                                               | 159.0                                               | 145.7                                               | 183.2                                               | 166.1                                               | 203.8                                               | 163.0                                               | 149.0                                               | 2066.7                                              |
| Humedad relativa (%)                                | 67.0                                                | 66.4                                                | 66.4                                                | 67.5                                                | 73.0                                                | 80.0                                                | 85.6                                                | 82.2                                                | 76.5                                                | 69.5                                                | 68.6                                                | 67.9                                                | 72.5                                                |
| Fuente: Korea Meteorological Administration         |                                                     |                                                     |                                                     |                                                     |                                                     |                                                     |                                                     |                                                     |                                                     |                                                     |                                                     |                                                     |                                                     |

## Distritos

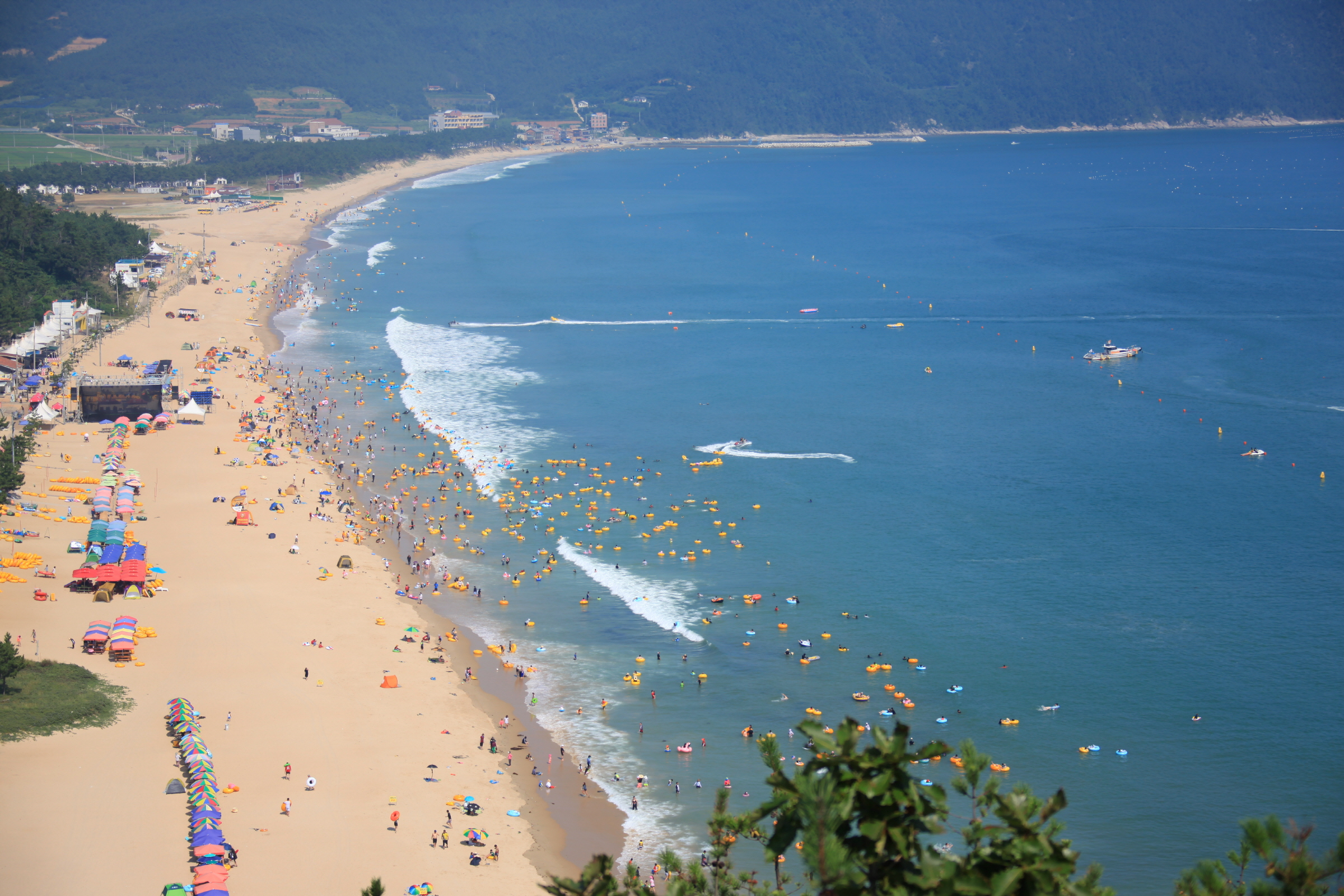
Playa Sinji

| Clasificación | Área (km²) | Unidades | Población |
| ------------- | ---------- | -------- | --------- |
| Wando-eup     | 54.11      | 8,089    | 19,761    |
| Geumil-eup    | 28.14      | 1,945    | 4,033     |
| Nohwa-eup     | 31.94      | 2,545    | 5,780     |
| Gunwae-myun   | 42.78      | 1,889    | 3,732     |
| Shinji-myun   | 31.31      | 1,822    | 3,874     |
| Gogeum-myun   | 46.38      | 2,263    | 4,651     |
| Yaksan-myun   | 28.80      | 1,28     | 2,586     |
| Chungsan-myun | 41.88      | 1,319    | 2,613     |
| Soan-myun     | 28.37      | 1,4      | 3,021     |
| Geumdang-myun | 14.22      | 560      | 1,184     |
| Bogil-myun    | 32.54      | 1,141    | 2,819     |
| Saengil-myun  | 15.07      | 492      | 945       |
| Total         | 395.54     | 24,745   | 54,999    |